# Municipio de Ahome
El municipio de Ahome es uno de los 20 municipios del estado de Sinaloa, en México. Su cabecera es la ciudad de Los Mochis; es el tercer municipio en importancia en el estado de Sinaloa y puente comercial con el noroeste de país. Según el censo de 2020, tenía una población de 459 310 habitantes. Está situado en la llanura costera del Pacífico, a la entrada del Golfo de California y en el corazón de una rica región agrícola, el Valle del Fuerte. Sus coordenadas son 25°49′50″N 109°46′00″O / 25.83056, -109.76667.

## Escudo
La descripción del escudo del municipio de Ahome es la siguiente:
- El faro: característico de la ciudad de Los Mochis en las décadas de los 40 a los 60, servía de guía tanto a los viajeros por carretera como a los marineros para señalarles la entrada al puerto de Topolobampo.
- El ingenio azucarero: fue una de los principales motivos de la fundación de la ciudad y uno de sus motores económicos.
- El océano y un pez: representan las costas del municipio y su abundante pesca así como la importancia de la industria marítima, un fuerte motor de la economía.
- El aro dentado de la industria: se aprecia incompleto ya que es un ramo que está floreciendo y forjándose un lugar importante en la economía del municipio.
- Las manos del hombre del campo: agricultores y campesinos, principal sostén e impulso económico de la región.
- El cerro de la Memoria: colina característica de la ciudad de Los Mochis, cabecera del municipio.
- La tierra surcada: riqueza principal del valle del Fuerte, generador que nutre la economía.

## División administrativa
En Sinaloa, los municipios se dividen en entidades menores llamadas sindicaturas y éstas en comisarías. En el caso de las sindicaturas, si el dirigente es hombre, se le llama síndico, y si es mujer, síndica. En el caso de las comisarías, si el dirigente es hombre, se le llama comisario, y si es mujer, comisaria. La ciudad de Los Mochis es la cabecera municipal, y sus 7 sindicaturas (se dividen en comisarías) son:
| Cabecera/sede: Ejido Mochis |
| --- |
| 5 de Mayo 9 de Diciembre18 de Marzo20 de Noviembre Nuevo20 de Noviembre ViejoBachoco 2 (Macochín)Bachomobampo 1Bachomobampo 2Benito JuárezCampo 1 Santa RosaCerrillos (Campo 35)Cerro Cabezón (El Chorrito)CompuertasEjido MéxicoEjido MochisFrancisco VillaLa ArroceraLouisianaOhuiraPlan de AyalaPlan de San LuisPrimero de MayoPueblo Nuevo Luis EcheverríaRicardo Flores Magón |

| Cabecera/sede: Villa Gustavo Díaz Ordaz |
| --- |
| Bacorehuis ChihuahuitaDolores HidalgoEl Carrizo (Villa Gustavo Díaz Ordaz)El DesengañoEl HechoEmigdio RuizEstación Francisco (Niños Héroes de Chapultepec)Guillermo Chávez TalamantesMártires de Sinaloa 1 (Viejo)Mártires de Sinaloa 2 (Nuevo)Poblado 5Poblado 6 (Los Natoches)Poblado 7 (Alfonso G. Calderón)Sinaloa de Leyva (El Venadillo)Venustiano Carranza y Reforma |

| Cabecera/sede: Heriberto Valdez Romero |
| --- |
| Cachoana CamayecaCampo GastélumCohuibampoEl Guayabo (Villa Heriberto Valdez Romero)Goros PuebloHuatabampitoLa FortunaLos Suárez (San Vicente Suárez)San AntonioTabelojecaTosalibampo |

| cabecera/sede: Higuera de Zaragoza |
| --- |
| Bolsa de Tosalibampo 1 Bolsa de Tosalibampo 2Colonia BuenavistaColonia EjidalColonia El AltoColonia Gloria Ochoa de LabastidaEl AguajitoEl JitzámuriEl MolinoEl RanchitoEl RefugioEl TuleHuacaporitoLa CapillaLa DespensaLas Grullas Margen DerechaLas LajitasLos AlgodonesMatacahuiSan IsidroSan Lorenzo NuevoSan Lorenzo ViejoSan PabloVilla Higuera de Zaragoza |

| Cabecera/sede: San Miguel Zapotitlán |
| --- |
| Bacaporobampo Bajada de San MiguelCampo VictoriaChoacahuiEl AñilEl PorvenirFelipe ÁngelesFlor AzulGabriel Leyva Solano (Zapotillo 2)Goros N.º 2Las CalaverasNuevo San MiguelSan Miguel ZapotitlánSanta TeresitaVallejoZapotillo 1 (Zapotillo Viejo) |

| Cabecera/Sede: Topolobampo                                                                                            |
| --- |
| Carrizo Grande Guadalupe Estrada (Campo Estrada)Lázaro CárdenasParedonesPlan de GuadalupeRosendo G. CastroTopolobampo |

| Cabecera/Sede: Villa de Ahome |
| --- |
| Agua Nueva Águila AztecaAhome IndependenciaBagojo ColectivoBagojo del RíoCobaymeCuchilla de CachoanaEl BuleEl ColoradoLa EsmeraldaLa FloridaLas Grullas Margen IzquierdaMacapuleMacapule de BagojoMayocobaOlas Altas (Emiliano Zapata N.º 1)San José de AhomeSanta Bárbara (Cabaihunaca)Villa de Ahome |

## Política
El municipio de Ahome, uno de los 18 municipios que integran el estado de Sinaloa, con cabecera en la ciudad de Los Mochis. El gobierno del municipio de Ahome le corresponde a su ayuntamiento, este es electo mediante voto universal, directo y secreto para un periodo de tres años que no son renovables para el periodo inmediato pero si de forma no continua, y que entra a ejercer su cargo el día 1 de noviembre, del mismo año de su elección (anteriormente se hacía el 01 de enero, al año siguiente de su elección); el ayuntamiento se integra por el presidente municipal, un síndico procurador y el cuerpo de regidores integrado por 12 representantes, quienes no son elegidos por la ciudadanía por voto directo o indirecto, sino que la planilla pasa en automático si gana el alcalde.
El Presidente Municipal ejerce el poder ejecutivo, y es elegido por la ciudadanía por voto directo. Su actual presidente municipal es Gerardo Vargas Landeros de la coalición "Juntos Haremos Historia", para el trienio 2021-2024. El poder legislativo lo tiene el Cabildo, integrado por el H. Cuerpo de Regidores.

### Representación legislativa
Para la elección de diputados locales al Congreso de Sinaloa y de Diputados federales al Congreso de la Unión, el municipio de Ahome se encuentra integrado en los siguientes distritos electorales:
Para la representación legislativa estatal, Los Mochis es cabecera de los II, III, IV y V distritos electorales locales de Sinaloa, de los 24 en que se encuentra dividido el estado de Sinaloa para la elección de diputados al Congreso de Sinaloa. Para la representación legislativa federal, Los Mochis es cabecera del II Distrito Electoral Federal de Sinaloa, de los ocho en que se divide el estado de Sinaloa, y de los 300 en total de la República Mexicana, para la elección de diputados al Congreso de la Unión.

#### Local
- II Distrito Electoral Local de Ahome. Comprende parte la Sindicatura Central, San Miguel, Villa de Ahome y Colonias de Los Mochis.
- III Distrito Electoral Local de Ahome. Comprende las sindicaturas de El Carrizo, El Guayabo, Higuera de Zaragoza, Villa de Ahome, Topolobampo y una parte de la sindicatura de San Miguel.
- IV Distrito Electoral Local de Ahome. Comprende las sindicaturas Central, Topolobampo y colonias de la Ciudad de Los Mochis.
- V Distrito Electoral Local de Ahome. Comprende las sindicaturas Central y Juan José Ríos, algunas colonias de Los Mochis.

#### Federal
- II Distrito Federal de Sinaloa, con cabecera en la ciudad de Los Mochis, Ahome.

### Presidentes municipales
| Alcaldes designados     | Alcaldes designados     | Alcaldes designados                | Alcaldes designados |
| Presidente municipal    | Inicio de Mandato       | Término de Mandato                 | Partido             |
| ----------------------- | ----------------------- | ---------------------------------- | ------------------- |
| Ramón C. López          | 5 de enero de 1917      | 30 de junio de 1917                |                     |
| Fernando Gándara        | 1 de julio de 1917      | 15 de agosto de 1917               |                     |
| Casimiro Luque          | 16 de agosto de 1917    | 30 de septiembre de 1917           |                     |
| Arturo A. Cota          | 1 de octubre de 1917    | 31 de diciembre de 1917            |                     |
| Francisco Barrón        | 1 de enero de 1918      | 18 de enero de 1918                |                     |
| Florencio Valdez        | 19 de enero de 1918     | 31 de diciembre de 1918            |                     |
| Jesús L. Fierro         | 1 de enero de 1919      | 31 de agosto de 1919               |                     |
| Miguel Leyva            | 1 de septiembre de 1919 | 31 de diciembre de 1919            |                     |
| Ramón J. Luque          | 1 de enero de 1920      | 31 de diciembre de 1920            |                     |
| Antonio R. Castro       | 1 de enero de 1921      | 31 de diciembre de 1921            |                     |
| Ignacio Terrazas        | 1 de enero de 1923      | 31 de diciembre de 1923            |                     |
| Camilo J. Carlón        | 1 de enero de 1924      | 31 de diciembre de 1924            |                     |
| Rafael Márquez          | 1 de enero de 1925      | 31 de diciembre de 1925            |                     |
| Aristeo R. Roiz         | 1 de enero de 1926      | 31 de diciembre de 1926            |                     |
| Teodoro Luque           | 1 de enero de 1927      | 26 de julio de 1927                |                     |
| Jesús Montaño           | 26 de julio de 1927     | 31 de diciembre de 1927            |                     |
| Joaquín Vega M.         | 1 de enero de 1928      | 31 de diciembre de 1928            |                     |
| Camilo J. Carlón        | 1 de enero de 1929      | 2 de marzo de 1929                 |                     |
| Aureliano Rivera        | 3 de marzo de 1929      | 28 de abril de 1929                |                     |
| Ramón C. López          | 1 de enero de 1930      | 30 de junio de 1930                |                     |
| Camilo J. Carlón        | 30 de junio de 1930     | Nota: Se desconoce la fecha exacta |                     |
| Alfonso Gaxiola         | 22 de enero de 1930     | 31 de diciembre de 1930            |                     |
| Martin E. Gamez         | 1 de enero de 1931      | 31 de diciembre de 1932            |                     |
| Heliodoro Robles        | 1 de enero de 1933      | 31 de diciembre de 1933            |                     |
| Ernesto Gamez García    | 1 de septiembre de 1933 | 31 de octubre de 1933              |                     |
| Heliodoro Robles        | 1 de noviembre de 1933  | 31 de diciembre de 1934            |                     |
| Modesto G. Castro       | 1 de enero de 1935      | 13 de noviembre de 1935            |                     |
| Ignacio Alcaraz         | 15 de noviembre de 1935 | 4 de enero de 1936                 |                     |
| Alfredo Capillo V.      | 5 de enero de 1936      | 6 de octubre de 1936               |                     |
| Carlos García Torres    | 13 de octubre de 1936   | 31 de diciembre de 1936            |                     |
| Daniel Sepúlveda Meza   | 1 de enero de 1937      | 5 de julio de 1937                 |                     |
| Ramón Armengol          | 6 de julio de 1937      | 5 de mayo de 1938                  |                     |
| Natalio Flores Portillo | 6 de mayo de 1938       | 31 de diciembre de 1938            |                     |

### Presidentes municipales electos
|                                                                           | Presidente municipal             | Inicio de Mandato        | Término de Mandato       | Partido     | Notas                                     |  |
| ------------------------------------------------------------------------- | -------------------------------- | ------------------------ | ------------------------ | ----------- | ----------------------------------------- |  |
| 1°                                                                        | Alejandro Peña                   | 1 de enero de 1939       | 31 de diciembre de 1939  |             | Primer alcalde electo constitucionalmente |  |
| 2°                                                                        | José L. Quiñonez                 | 1 de enero de 1940       | 31 de diciembre de 1940  |             |                                           |  |
| 3°                                                                        | J. Félix Serrano M.              | 1 de enero de 1941       | 31 de diciembre de 1942  |             |                                           |  |
| 4°                                                                        | J. Miguel Ceceña                 | 1 de enero de 1943       | 21 de septiembre de 1944 |             |                                           |  |
| 5°                                                                        | Rosalío Sarmiento                | 22 de septiembre de 1944 | 31 de diciembre de 1944  |             |                                           |  |
| 6°                                                                        | José A. Burgueño                 | 1 de enero de 1945       | 31 de diciembre de 1947  |             | Se amplia mandato a trienios.             |  |
| 7°                                                                        | Francisco Ceballos Ríos          | 1 de enero de 1948       | 31 de diciembre de 1950  |             |                                           |  |
| 8°                                                                        | Samuel C. Castro                 | 1 de enero de 1951       | 31 de diciembre de 1953  |             |                                           |  |
| 9°                                                                        | Armando Guerrero Leyva           | 1 de enero de 1954       | 31 de diciembre de 1956  |             |                                           |  |
| 10°                                                                       | Miguel León López                | 1 de enero de 1957       | 31 de diciembre de 1959  |             |                                           |  |
| 11°                                                                       | Antonio López Bojórquez          | 1 de enero de 1960       | 31 de diciembre de 1962  |             |                                           |  |
| 12°                                                                       | Alfonso Genaro Calderón Velarde  | 1 de enero de 1963       | 31 de diciembre de 1965  |             |                                           |  |
| 13°                                                                       | Canuto Ibarra Guerrero           | 1 de enero de 1966       | 31 de diciembre de 1968  |             |                                           |  |
| 14°                                                                       | Ernesto Ortegon Cervera          | 1 de enero de 1969       | 31 de diciembre de 1971  |             |                                           |  |
| 15°                                                                       | Nicanor Villareal Alarcón        | 1 de enero de 1972       | 31 de diciembre de 1974  |             |                                           |  |
| 16°                                                                       | Oscar Monzón Molina              | 1 de enero de 1975       | 31 de diciembre de 1977  |             |                                           |  |
| 17°                                                                       | Oscar Aguilar Pereira            | 1 de enero de 1978       | 31 de diciembre de 1980  |             |                                           |  |
| 18°                                                                       | Jaime Ibarra Montaño             | 1 de enero de 1981       | 31 de diciembre de 1983  |             |                                           |  |
| 19°                                                                       | Felipe Moreno Rosales            | 1 de enero de 1984       | 31 de diciembre de 1986  |             |                                           |  |
| 20°                                                                       | Ernesto Álvarez Nolasco          | 1 de enero de 1987       | 31 de diciembre de 1989  |             |                                           |  |
| 21°                                                                       | Ramón Ignacio Rodrigo Castro     | 1 de enero de 1990       | 31 de diciembre de 1992  |             |                                           |  |
| 22°                                                                       | Federico Careaga Wolfskill       | 1 de enero de 1993       | 31 de diciembre de 1995  |             |                                           |  |
| 23°                                                                       | Francisco López Brito            | 1 de enero de 1996       | 31 de diciembre de 1998  |             |                                           |  |
| 24°                                                                       | Esteban Valenzuela García        | 1 de enero de 1999       | 31 de diciembre de 2001  |             |                                           |  |
| 25°                                                                       | Mario López Valdez               | 1 de enero de 2002       | 31 de diciembre de 2004  |             |                                           |  |
| 26°                                                                       | Policarpo Infante Fierro         | 1 de enero de 2005       | 31 de diciembre de 2007  |             |                                           |  |
| 27°                                                                       | Esteban Valenzuela García        | 1 de enero de 2008       | 31 de diciembre de 2010  |             |                                           |  |
| 28°                                                                       | Zenén Aarón Xóchihua Enciso      | 1 de enero de 2011       | 31 de diciembre de 2013  |             |                                           |  |
| 29°                                                                       | Arturo Duarte García             | 1 de enero de 2014       | 31 de diciembre de 2016  |             |                                           |  |
| 30°                                                                       | Álvaro Ruelas Échave             | 1 de enero de 2017       | 23 de enero de 2018      |             |                                           |  |
| 31°                                                                       | Santa Ovidia Meza Lugo           | 24 de enero de 2018      | 26 de enero de 2018      |             | Primer alcaldesa Interina                 |  |
| 32°                                                                       | Manuel Urquijo Beltrán           | 27 de enero de 2018      | 31 de octubre de 2018    |             | Interino                                  |  |
| 34°                                                                       | Manuel G. Chapman Moreno         | 1 de noviembre de 2018   | 7 de marzo de 2020       |             |                                           |  |
| 34°                                                                       | Manuel G. Chapman Moreno         | 8 de junio de 2020       | 26 de agosto de 2021     |             |                                           |  |
| 35°                                                                       | Ma. del Socorro Calderón Guillén | 7 de marzo de 2020       | 8 de junio de 2020       |             | Segunda alcaldesa interina                |  |
| 36°                                                                       | Juan Francisco Fierro Gaxiola    | 26 de agosto de 2021     | 31 de octubre de 2021    |             | Interino                                  |  |
| 37°                                                                       | Gerardo Octavio Vargas Landeros  | 1 de noviembre de 2021   | 29 de febrero de 2024    |             |                                           |  |
| 37°                                                                       | Gerardo Octavio Vargas Landeros  | 5 de julio de 2024       |                          |             |                                           |  |
| 38°                                                                       | Gerardo Hervás Quindos           | 29 de febrero de 2024    | 5 de julio de 2024       |             | Interino                                  |  |
| 39°                                                                       | Gerardo Vargas Landeros          | 31 de octubre de 2024    | 1 de mayo de 2025        |             |                                           |  |
| 40°                                                                       | Rosa Margarita Velázquez Valdez  | 1 de mayo de 2025        | 2 de mayo de 2025 PVEM   | Provisional |                                           |  |
| 41°                                                                       | Antonio Menéndez Del Llano       | 2 de mayo de 2025        | 31 de octubre de 2027    |             | Sustituto                                 |  |
| *Alcaldes del municipio de Ahome, desde su fundación hasta la actualidad. |                                  |                          |                          |             |                                           |  |

## Turismo
El turismo es un área de reciente crecimiento en el municipio de Ahome. Debido a la ubicación de la ciudad de Los Mochis, el municipio de Ahome, es un punto de partida a diversos lugares de la República Mexicana, especialmente a los estados de Chihuahua y Baja California Sur.

### Topolobampo
Topolobampo (del cahíta: topolo, ‘onza’, y bampo, ‘agua’; ‘agua de las onzas’) es un puerto industrial y turístico localizado en la bahía del mismo nombre, a 20 km (kilómetros) de Los Mochis. Fue fundado por Albert Kimsey Owen en 1884. Según el censo del 2010, Topolobampo tenía una población de 6361 habitantes. Es junto con Mazatlán, los dos únicos puertos de altura de Sinaloa. Topo, como se le conoce de manera abreviada al puerto, tiene clubes de yates y marinas. Además es el punto de partida a La Paz, Baja California Sur, por medio de ferry. Topolobampo y sus alrededores son de los sitios preferidos para la pesca deportiva y el ecoturismo. Entre los atractivos turísticos se encuentra el malecón, el mirador, la plazuela, bahía de Ohuira, bahía de Topolobampo, Isla de Patos (Isla de Pájaros), Playa Las Hamacas, Playa Las Copas, Cerro Partido, Faro de Topolobampo, Isla de Santa María, la ensenada donde vive un delfín amistoso llamado El Pechocho, entre otros lugares más.

### El Maviri
El Maviri (del cahíta: baviri, nombre de una calabaza pequeña tierna comestible) es una isla localizada en las bahías de Topolobampo y de Santa María. El Maviri es un área natural protegida. Se encuentra a 25 km (kilómetros) de Los Mochis y 10 km de Topolobampo. Las playas de la isla El Maviri son un destino turístico regional, especialmente en Semana Santa. Tiene una longitud aproximada de 5 km, y un ancho máximo de 500 m (metros). El Maviri cuenta con numerosos restaurantes de mariscos.
Su nombre original es isla Las Ánimas, y tomó su nombre actual a partir de la isla El Baviri. El Baviri es una gran isla formada por el cerro del Panal o Baviri Grande, donde está la Cueva de los Murciélagos, además del cerro El Baviri Chico que está antes de pasar el puente y una reducida playa rodeada de manglares que están a lado izquierdo antes de pasar el referido puente.
El Maviri es una larga isla arenosa en una parte, y cubierta de manglares en otro de sus extremos. Tiene dos puentes, que son la entrada y salida de la isla, uno de madera y uno de concreto. Los dos puentes están ubicados paralelamente, justo al lado del otro. El puente de madera es el primero construido para tener acceso vía terrestre a la isla, en la actualidad este puente se utiliza para pescar, el acceso vehicular está prohibido. El puente de concreto es el segundo construido y es el que sirve hoy como vía de acceso terrestre a la isla.
Al lado noroeste de la isla, se encuentra una duna o cerro de arena, que es una atracción turística para las personas y sus vehículos motorizados todoterreno. Las actividades de la playa más comunes son buceo, kayak, vela, skimboarding, motos acuáticas, pesca deportiva, observación de flora y fauna, senderismo, campismo, sandboarding, voleibol playero, fútbol playero y conducir vehículos todoterreno.
En 2015, para mejorar la imagen de la isla, se inició un proyecto integral con la construcción de un andador de madera, tirolesa, área recreativa deportiva y reconstrucción de baños públicos.

#### Cueva de los Murciélagos
Por la carretera casi llegando a la isla de El Maviri, se encuentra la Cueva de Murciélagos. Es un refugio para millones de estos mamíferos, que todas las tardes al ocultarse el sol salen en busca de alimento, creando involuntariamente con sus sonidos y vuelo masivo un sorprendente espectáculo.
Es un área donde año con año arriban aproximadamente tres millones de murciélagos que se alimentan de insectos lo cual beneficia los cultivos de la región, además representa un espectáculo natural en los atardeceres al momento de salir de la cueva a alimentarse. Tiene una superficie de 6020 m² (metros cuadrados).
Debido a la cantidad de excremento de murciélago encontrado dentro de la cueva, su entrada no es recomendable, ya que dicho excremento puede contener el hongo llamado Histoplasma capsulatum, la cual produce una enfermedad conocida como histoplasmosis.
En cuanto a la especie de murciélago (Tadarida brasiliensis) que se encuentra en la cueva son insectívoros y migratorios, hacen su arribo a esta área en los meses de abril-mayo y es en octubre cuando regresan a su lugar de origen.

### El Farallón
El Farallón de San Ignacio es un símbolo marítimo de la región norte de Sinaloa. Es la segunda saliente rocosa marina más grande del mundo en su género, está enclavada en el Golfo de California, aproximadamente a 30 km (kilómetros) de la costa de El Maviri. Tiene una extensión de 17 ha (hectáreas), una altura de 110 m (metros), y sirve de referencia para marcar la entrada y salida de la bahía de Topolobampo.
Se le reconoce como un santuario y hábitat natural para cientos de focas y lobos marinos que se albergan durante los meses de octubre a abril, además de delfines y toninas que permanecen todo el año cercanas a esta isla, que además de servirles como refugio les proporciona alimento por la variedad de fauna marina que ahí se desarrolla y que contribuye a la sobrevivencia de la vasta cantidad de especies que anidan en este hábitat natural.
Sirve de refugio migratorio para miles de aves marinas, tanto nativas como migratorias, tales como gaviotas, pelícanos, garzas, entre otras más. Por esta proliferación de especies es que se le considera el lugar ideal para el turismo contemplativo.
En torno a esta isla se practican diversas actividades deportivas como la pesca deportiva de alta mar, ya que abundan especies como pez vela, dorado y wahoo. Además, debido a la abundante fauna marina y aves acuáticas se practica la observación de dichas especies, ya sea por tomas fotográficas o tomas en video.

### Villa de Ahome

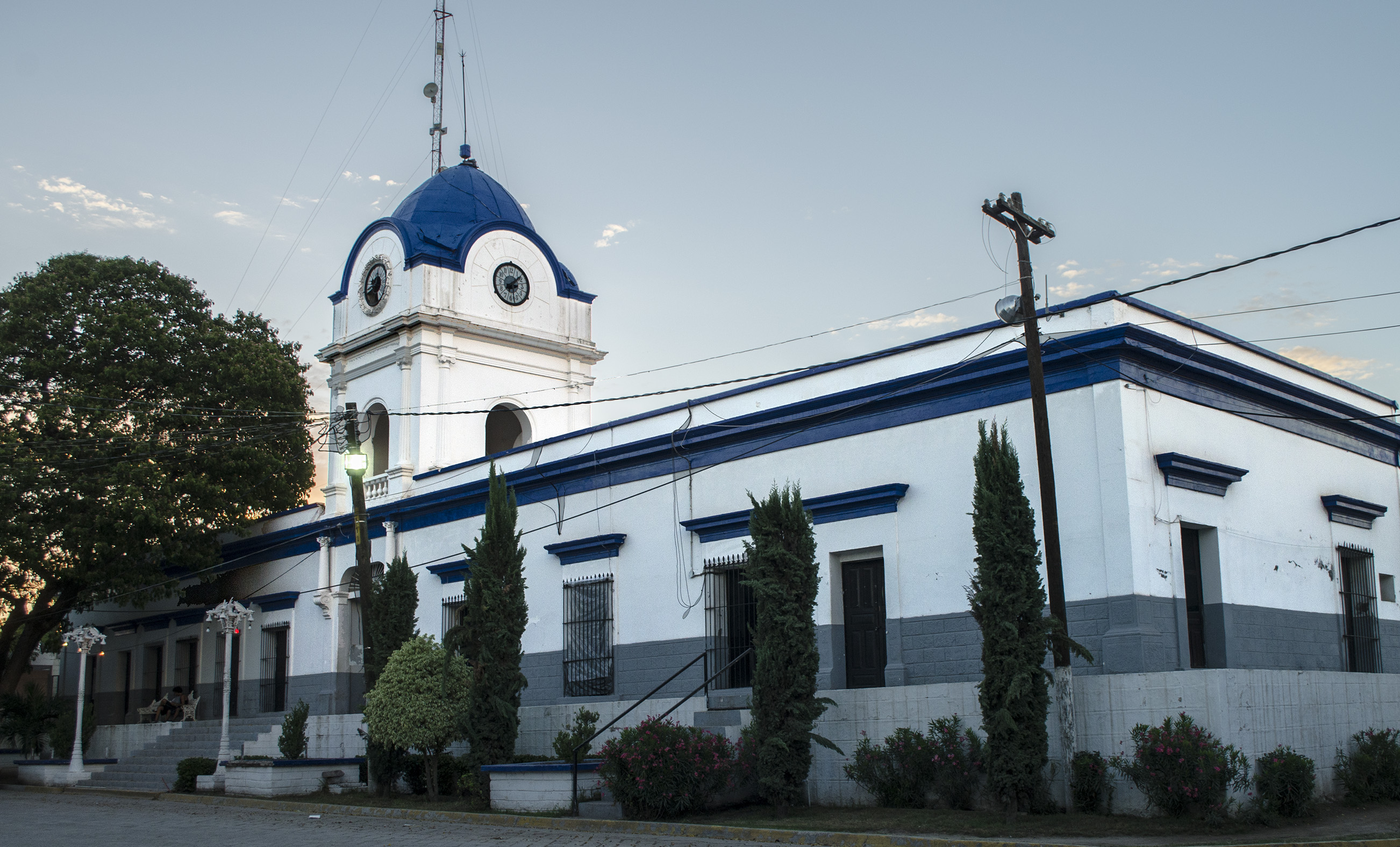
Edificio de la Sindicatura de la Villa de Ahome.

Es un pueblo fundado en 1605, que de 1917 a 1935 fue la cabecera de su municipio homónimo. Según el censo del 2010, tenía una población de 11 331 habitantes. Está ubicado aproximadamente a 20 km (kilómetros) de Los Mochis. En 2010, obtuvo la distinción estatal de Pueblo Señorial de Sinaloa. Sus atractivos turísticos son el centro histórico, Iglesia de San Antonio de Padua, la Casa Azul Plazuela Benito Juárez, Parque Jesse Maxwell, Arco de entrada, Museo Comunitario, ex-hacienda del Águila Azteca, escuela Álvaro Obregón, edificio de la Sindicatura, Río Fuerte y el Centro Ceremonial Yoreme en La Florida.

### San Miguel Zapotitlán
Es un pueblo localizado a 15 km (kilómetros) al norte de Los Mochis. Fue fundado en 1608. Según el censo del 2010, tenía una población de 6048 habitantes. Es un importante asentamiento de indígenas yoreme famosa por sus grandes fiestas ceremoniales indígenas. Sus celebraciones más significativas son las de cuaresma y Semana Santa, temporada en la que se visten con sus atuendos de judíos o fariseos hechos de manta, complementados con máscaras artesanales.

### El Fuerte

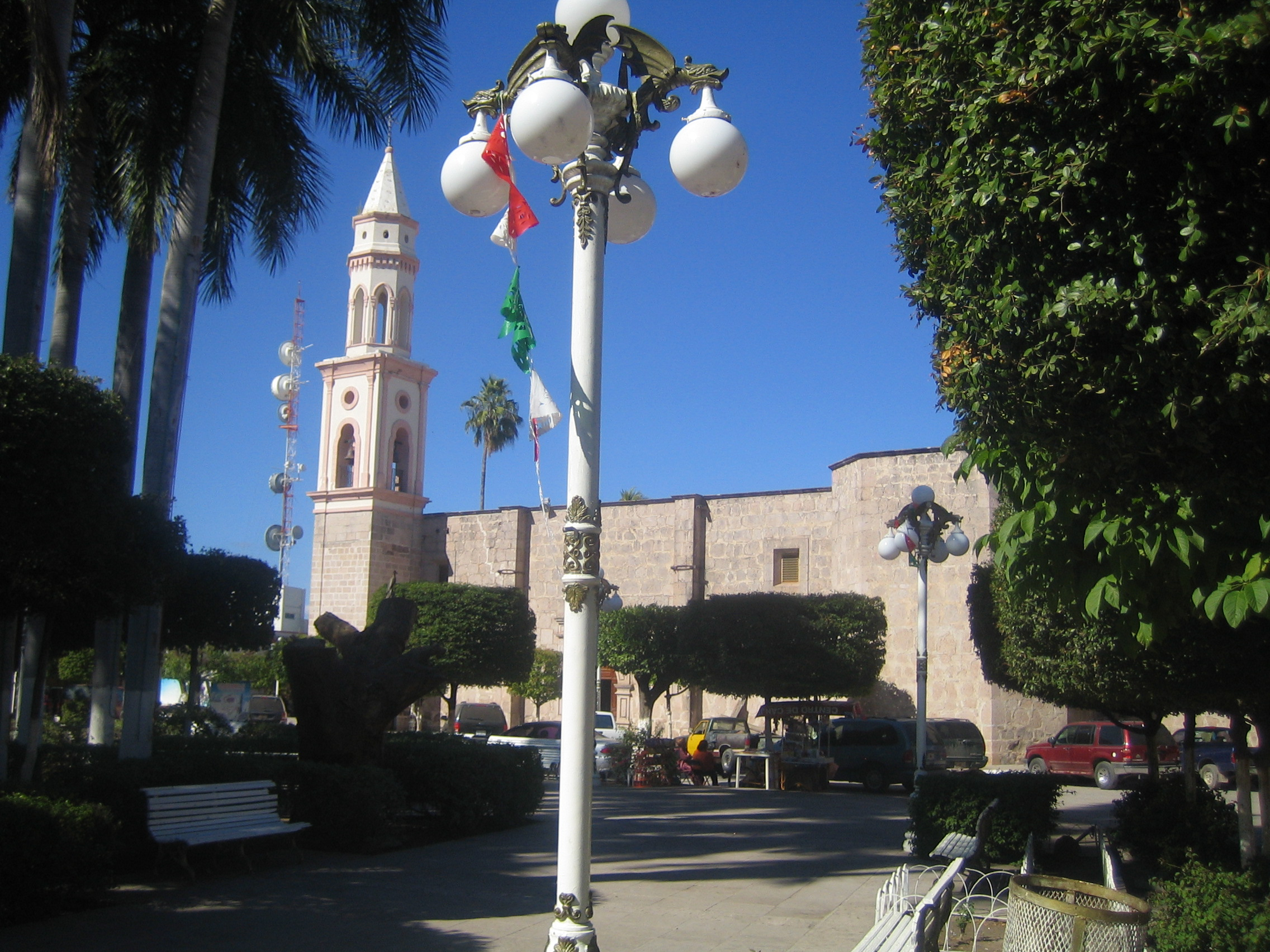
Plaza e Iglesia de El Fuerte

El Fuerte es la cabecera de su municipio homónimo y está localizado aproximadamente a 75 km (kilómetros) de Los Mochis. Fue fundado en 1564. El Fuerte también fue capital del antiguo Estado de Occidente. Según el censo del 2010, tenía una población de 12,566 habitantes. En 2009, El Fuerte fue declarado Pueblo Mágico.
Entre sus atractivos turísticos encontramos: el Fuerte de la ciudad, Palacio Municipal, Plaza de Armas y su kiosco de hierro forjado, Casa de la Cultura, Hotel Posada del Hidalgo, Iglesia del Sagrado Corazón de Jesús, Casa del Congreso Constituyente, Mansión de la Familia Orrantia, Casco del Antiguo Hotel Diligencias, Casa del General Pablo Macías Valenzuela, El Malecón, Río Fuerte, La Galera, presas Miguel Hidalgo y Josefa Ortiz de Domínguez.

### Sierra Tarahumara

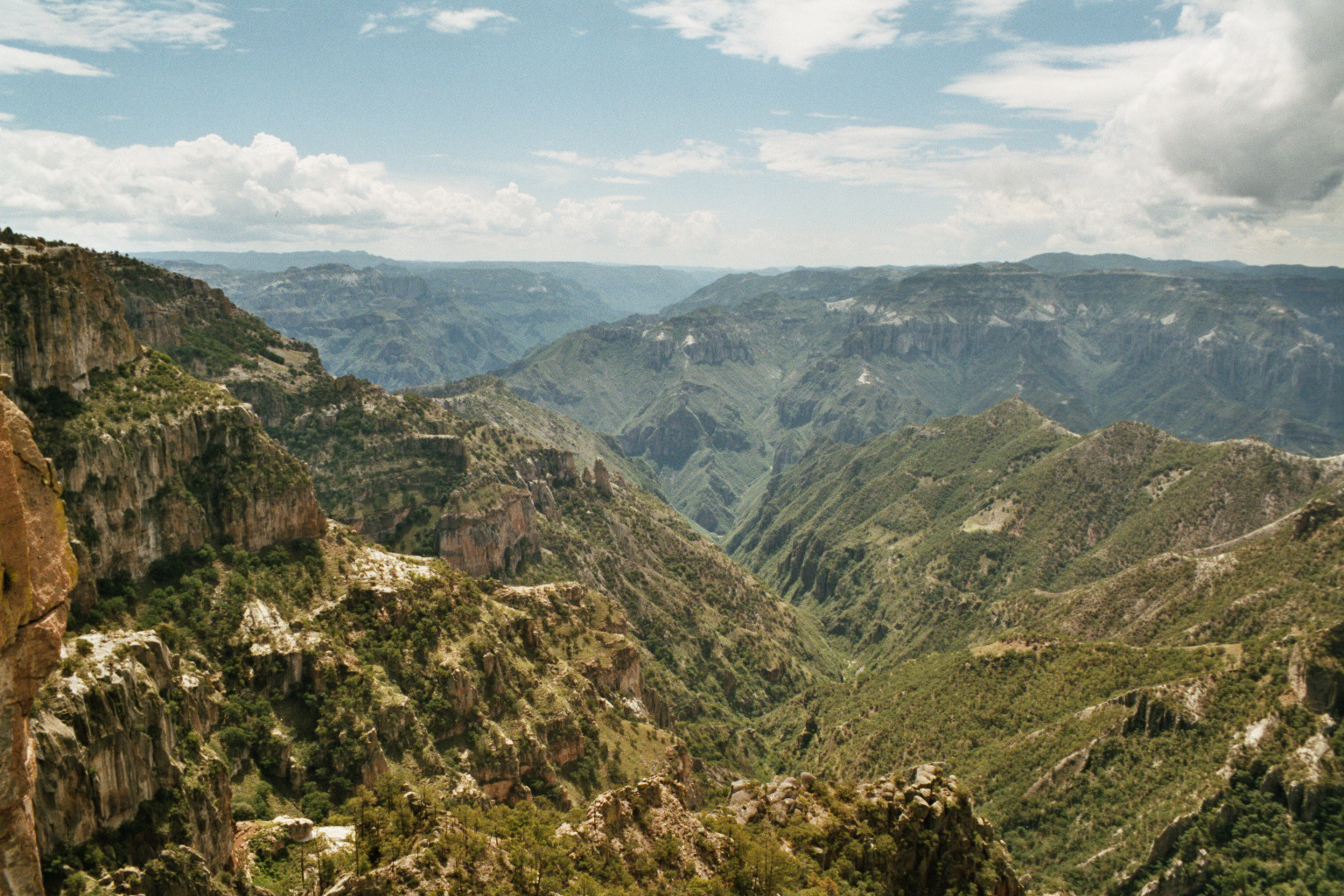
Sierra Tarahumara

La Sierra Tarahumara es una cadena montañosa turística que forma parte de la Sierra Madre Occidental, en la parte suroeste del estado de Chihuahua. Es región nativa de indígenas tarahumaras o rarámuris. El sistema montañoso de la Sierra Tarahumara da origen a las barrancas de Urique, de Sinforosa, de Batopilas, de Candameña, de Chínipas, de Oteros y del Cobre.
Para llegar se toma el tren Chihuahua al Pacífico, Chihuahua-Pacífico o Chepe, que recorre desde Los Mochis hasta la ciudad de Chihuahua, su trayecto tiene 86 túneles y 37 puentes en una distancia de 653 km (kilómetros), va desde el nivel del mar en Los Mochis hasta una altitud máxima de 2600 m s. n. m. (metros sobre el nivel del mar), antes de descender hasta la ciudad de Chihuahua a unos 800 m s. n. m. A través de la ventana del tren se observan cascadas y paisajes de los enormes cañones.
El Chepe es el único tren de pasajeros en todo México. A lo largo del recorrido, se puede visitar diferentes poblados turísticos, como Divisadero y Creel.

#### Barrancas del Cobre

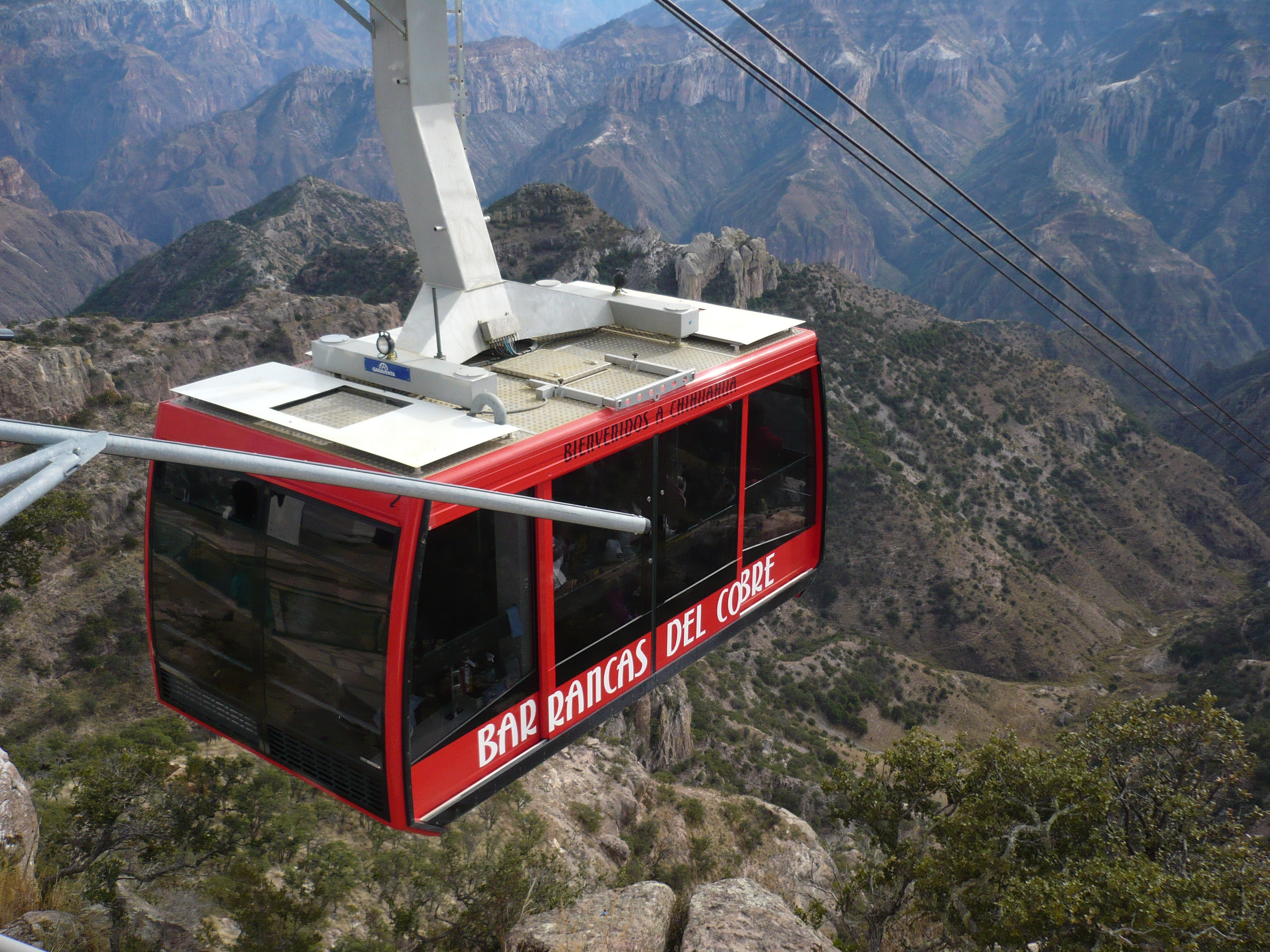
Teleférico en Barrancas del Cobre

La Sierra Tarahumara está formada por las barrancas de Urique, de Sinforosa, de Batopilas, de Candameña, de Chínipas, de Oteros y del Cobre. Con este último nombre se conoce de manera genérica a todo el sistema de barrancas. Esto debido a que cuando se abrió la estación de ferrocarril Chihuahua al Pacífico se confundió a la barranca de Urique, que desde ahí se aprecia muy bien, con la del Cobre. Lo cierto es que la barranca del Cobre es poco conocida. Su acceso es por la comunidad de El Tejabán, que se encuentra a 50 km (kilómetros) de Creel, en la parte alta del río Urique. El área del Cañón del Cobre es más grande que el Gran Cañón de Arizona.

### La Paz

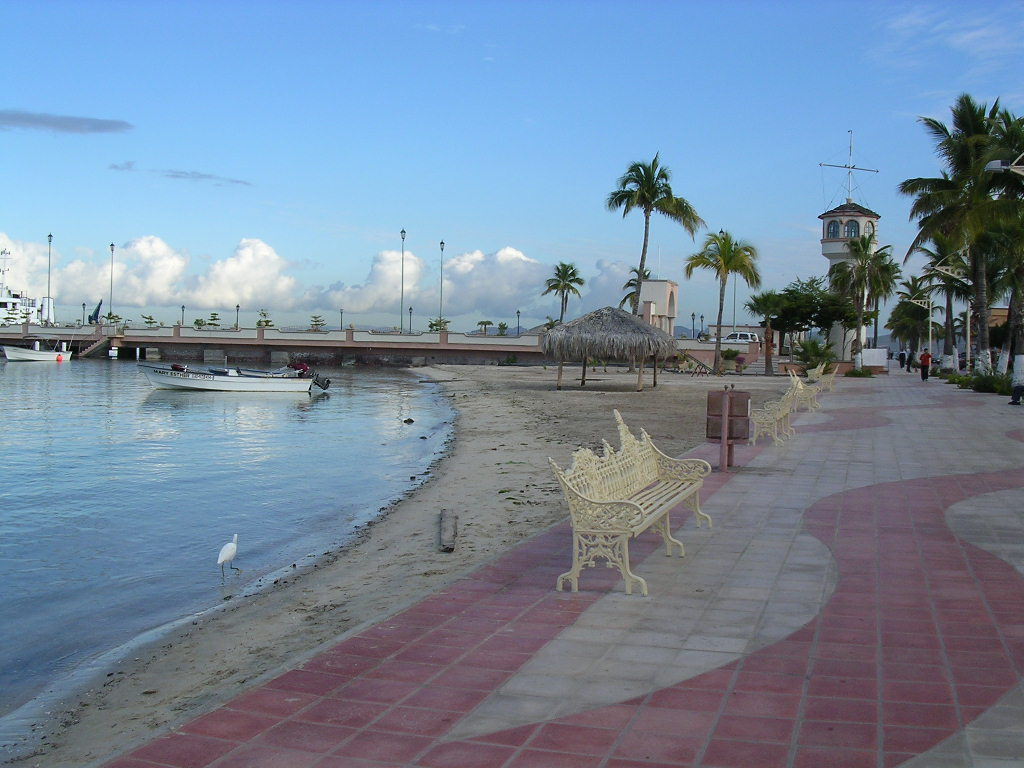
Malecón de La Paz

La Paz es la capital estatal de Baja California Sur, fundada en 1535. Según el censo del 2010, tenía una población de 215 178 habitantes. El puerto de Topolobampo sirve de conexión marítima por ferry con La Paz. Entre sus atractivos turísticos encontramos: malecón Álvaro Obregón, centro histórico, Catedral de Nuestra Señora de la Paz, el Jardín Velasco o la Plaza de la Constitución, Museo Regional de Antropología e Historia, Museo de la Ballena, Teatro de la ciudad, Teatro Juárez, Casa de la Cultura del Estado, Centro Cultural La Paz, Isla Partida, Isla Espíritu Santo, Pueblo Mágico de Todos Santos, Serpentario de La Paz, Parque acuático El Coromuel, El Mogote, Instituto Sudcaliforniano de la Juventud, Acuario de las Californias, entre otros lugares.

### Los Cabos

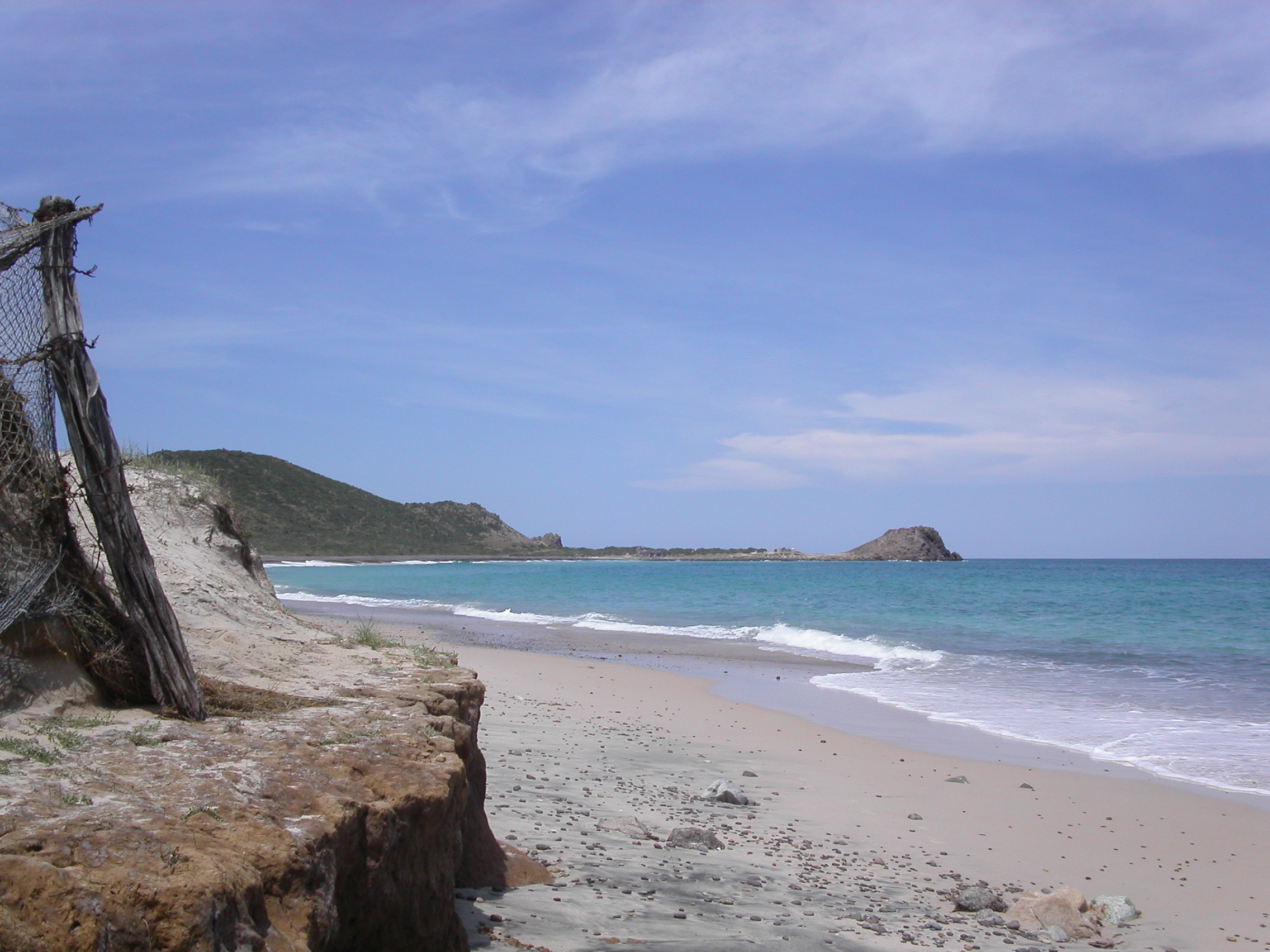
Cabo Pulmo

Los Cabos es un municipio de Baja California Sur, cuya cabecera es San José del Cabo, que junto con Cabo San Lucas forman un corredor turístico de 33 km (kilómetros). Según el censo del 2010, Los Cabos tenía una población de 238 487 habitantes. Los lugares turísticos son: San Dionisio, Sol de Mayo, El Chorro, Buenavista, La Ribera, parque nacional Cabo Pulmo, Miraflores, Las Calabazas, Lengua de Buey, Estero San José, Rivera del Río San José, Caduaño, Migriño, Cabo Falso, Arco del Cabo San Lucas, La antigua Empacadora de Cabo San Lucas, centro histórico de San José del Cabo, Misión de Santiago, San Felipe, San Vicente, La Candelaria, entre otros.

### Los Mochis

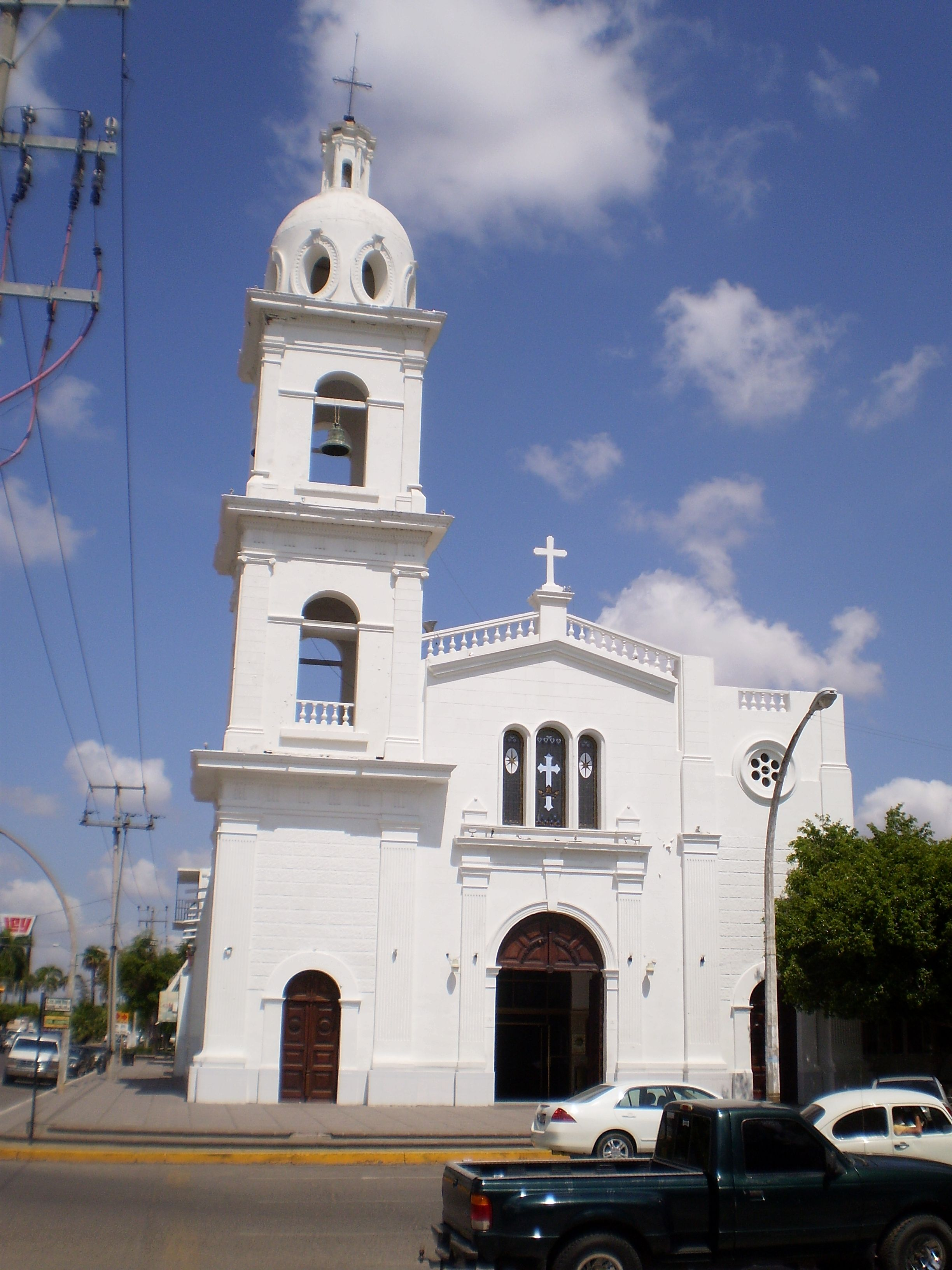
Iglesia del Sagrado Corazón, Los Mochis, Sinaloa

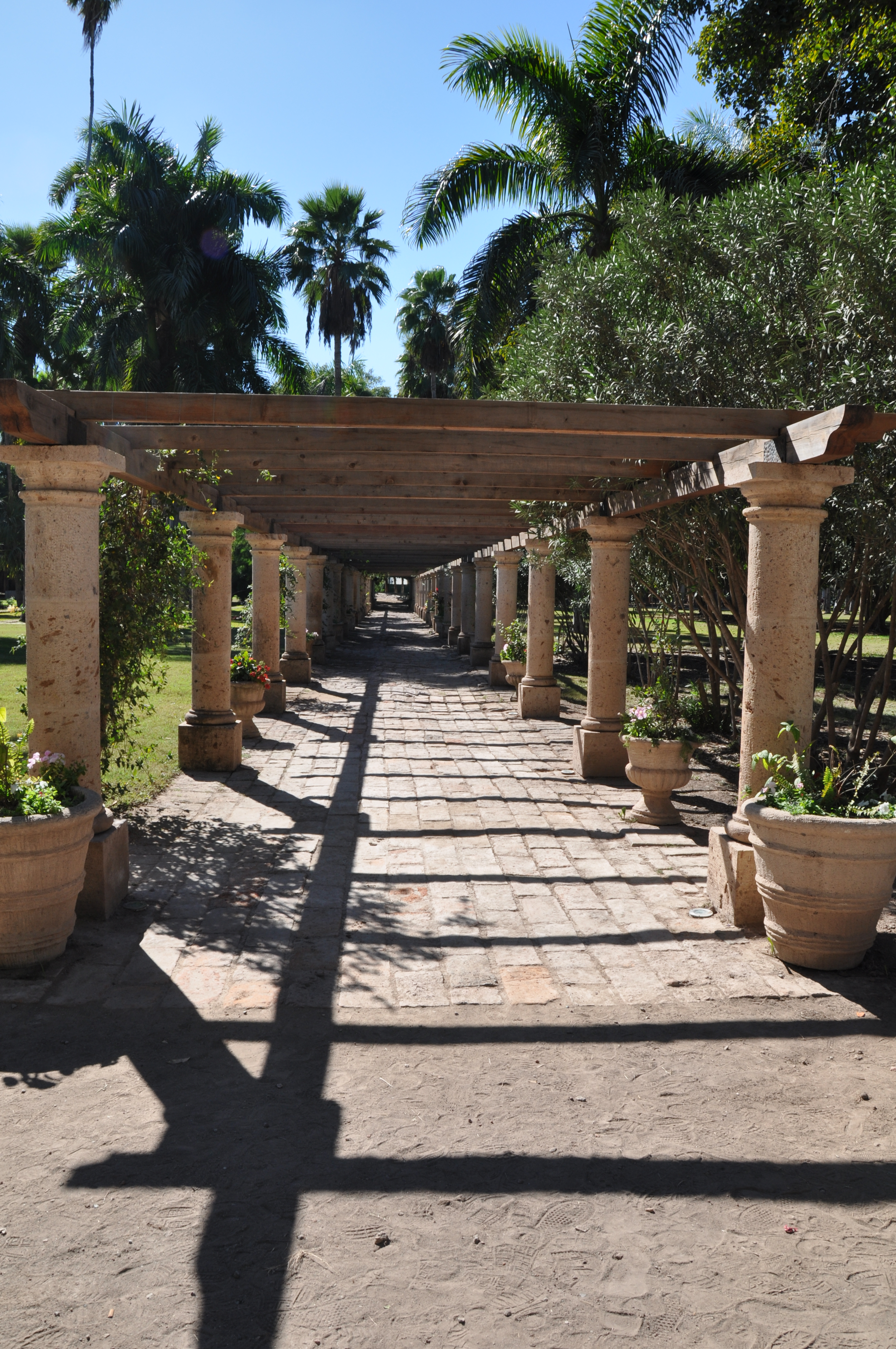
Jardín Botánico (Parque Sinaloa)

Los atractivos turísticos que se encuentran dentro de la ciudad de Los Mochis son:
- Cerro de la Memoria
- Jardín Botánico Benjamin Francis Johnston (popularmente conocido como Parque Sinaloa)
- Estatua de la Virgen del Valle del Fuerte
- La Pérgola
- Ciclopista del Cerro de la Memoria
- Casa del Centenario
- Centro de Innovación y Educación
- Plazuela 27 de Septiembre
- Museo Regional del Valle del Fuerte
- Hotel Montecarlo
- Iglesia del Sagrado Corazón de Jesús
- Iglesia del Santuario de Nuestra Señora de Guadalupe
- Casa de la Cultura Profesor Conrado Espinosa
- Parque Venustiano Carranza (Monumento a Don Quijote y Sancho Panza)
- Centro histórico de la ciudad
- Parque lineal bulevar Rosendo G. Castro
- Plaza Solidaridad (Estatua Alegoría Infantil)
- Reloj del Centenario
- Instalaciones del antiguo Ingenio Azucarero
- Trapiche Museo Interactivo
- Teatro Ingenio[63]

## Demografía

### Localidades
El municipio de Ahome tiene un total de 326 localidades; las 10 más pobladas en 2020 de acuerdo con el censo del INEGI son las que a continuación se enlistan:
| Localidad                             | Población |
| Total Municipio                       | 459 310   |
| Los Mochis                            | 298 009   |
| Ahome                                 | 11 851    |
| Higuera de Zaragoza                   | 9464      |
| San Miguel Zapotitlán                 | 6253      |
| Topolobampo                           | 6198      |
| Bagojo Colectivo                      | 5039      |
| El Carrizo (Villa Gustavo Díaz Ordaz) | 4850      |
| Juan José Ríos (El Estero)            | 4243      |
| Compuertas                            | 4229      |
| Primero de Mayo                       | 3767      |

### Población
En el censo de 2015, el municipio de Ahome tenía una población de 449 215 habitantes, y el municipio de Guasave tenía una población de 295 353 habitantes, así que la población total en ambos municipios era de 744 568 habitantes.

### Lenguas
Según el censo de 2010, había 927 personas de 3 años y más que habla alguna lengua indígena; 610 personas de 3 años y más que habla alguna lengua indígena y español; 912 personas de 5 años y más que habla alguna lengua indígena; 605 personas de 5 años y más que habla alguna lengua indígena y español. Las lenguas indígenas más habladas son el mayo y el tarahumara.

### Religiones
Acorde al censo del 2010, 216 025 personas son católicas; 23 272 personas son protestantes, evangélicas o de otras confesiones bíblicas diferentes de las evangélicas; 233 personas son de otra religión diferente a las anteriores; y 13 115 personas no profesan ninguna religión.

## Límites municipales
Tiene límites administrativos con los siguientes municipios y/o accidentes geográficos, según su ubicación:
| Noroeste: Golfo de California | Norte: Huatabampo (Sonora), Álamos (Sonora) | Nordeste: El Fuerte      |
| Oeste: Golfo de California    |                                             | Este: El Fuerte, Sinaloa |
|                               | Sur: Golfo de California, Juan Jose Rios    | Sureste: Juan Jose Rios  |

## Medios de comunicación
- Prensa escrita: Cuenta con periódicos de circulación diaria, con información local, regional, nacional e internacional.
- Radio: Existen varias estaciones radiofónicas en las bandas de amplitud modulada y frecuencia modulada.
- Televisión: Se transmiten canales de televisión abierta, en señal analógica y señal digital en HD. Además existen compañías que ofrecen televisión de paga por cable o satélite.
- Telefonía: Diversas empresas privadas ofrecen los servicios de telefonía fija y móvil en la ciudad.
- Internet: Hay compañías que ofrecen éste servicio, además hay espacios públicos en donde se ofrece Internet gratuito.
- Correo postal y telégrafo: El correo postal está a cargo de Correos de México, y el telégrafo por Telecomm, ambas del Gobierno Mexicano.

## Educación

### Educación superior
En cuanto al número de instituciones educativas ocupa el segundo lugar en el estado, solo por debajo de Culiacán.
Instituciones públicas de educación superior:
- Instituto Tecnológico de Los Mochis (ITLM)
- Universidad Autónoma de Sinaloa (UAS)
- Universidad de Occidente (UdeO)
- Universidad Autónoma Indígena de México (UAIM)
- Universidad Pedagógica del Estado de Sinaloa (UPES)
- Instituto Politécnico Nacional (IPN)

Instituciones privadas de educación superior:
- Universidad Autónoma de Durango (UAD)
- Universidad Tec Milenio
- Universidad del Valle del Fuerte (UNIVAFU)
- Universidad de Los Mochis (UDLM)
- Instituto Tecnológico Superior de Los Mochis (ITESUM)
- Universidad del Desarrollo Profesional (UNIDEP)
- Instituto de Estudios Superiores de Los Mochis (IESM)
- Instituto Superior del Noroeste (INSUN)

### Educación media superior
Instituciones públicas de educación media superior:
- Centro de Bachillerato Tecnológico Industrial y de Servicios N.º 43 (CBTis 43)
- Centro de Estudios Tecnológicos, Industriales y de Servicios N.º 68 (CETis 68)
- Centro de Estudios Tecnológicos del Mar N.º 13 (Cetmar 13)
- Preparatoria Los Mochis UAS (Prepa Mochis)
- Preparatoria Los Mochis UAS (Prepa Ahome)
- Preparatoria Los Mochis UAS (Prepa Valle del Carrizo)
- Preparatoria Ciudad Universitaria UAS (Prepa C.U.)
- Colegio de Bachilleres del Estado de Sinaloa N.º 01 (Cobaes 01)
- Colegio de Bachilleres del Estado de Sinaloa N.º 02 (Cobaes 02)
- Colegio de Bachilleres del Estado de Sinaloa N.º 03 (Cobaes 03)
- Colegio de Bachilleres del Estado de Sinaloa N.º 04 (Cobaes 04)
- Colegio de Bachilleres del Estado de Sinaloa N.º 05 (Cobaes 05)
- Colegio de Bachilleres del Estado de Sinaloa N.º 06 (Cobaes 06)
- Colegio de Bachilleres del Estado de Sinaloa N.º 54 (Cobaes 54)
- Colegio de Bachilleres del Estado de Sinaloa N.º 58 (Cobaes 58)
- Colegio de Bachilleres del Estado de Sinaloa N.º 64 (Cobaes 64)
- Colegio de Bachilleres del Estado de Sinaloa N.º 84 (Cobaes 84)
- Colegio de Bachilleres del Estado de Sinaloa N.º 114 (Cobaes 114)
- Colegio de Bachilleres del Estado de Sinaloa N.º 115 (Cobaes 115)
- Colegio de Bachilleres del Estado de Sinaloa N.º 117 (Cobaes 117)
- Colegio de Bachilleres del Estado de Sinaloa N.º 118 (Cobaes 118)
- Colegio de Bachilleres del Estado de Sinaloa N.º 127 (Cobaes 127)
- Colegio Nacional de Educación Profesional Técnica 045 Los Mochis I (Conalep 045)
- Colegio Nacional de Educación Profesional Técnica 116 El Carrizo (Conalep 116-Chihuahuita)
- Colegio Nacional de Educación Profesional Técnica 315 Los Mochis II (Conalep 315)
- Preparatoria Ignacio Manuel Altamirano (Prepa IMA)

## Transporte
En el municipio de Ahome, la ciudad de Los Mochis es la única ciudad de todo México que tiene los cuatro medios de transporte siguientes: aéreo, ferroviario, marítimo y terrestre.

### Carreteras
La carretera México 15 conecta a Los Mochis por vía terrestre con todo México. Es una de las más importantes carreteras en México, porque tiene un recorrido desde Nogales, frontera con Estados Unidos, hasta Ciudad de México. Otras importantes carreteras son Los Mochis-Ahome, Los Mochis-Topolobampo, Los Mochis-El Fuerte. Actualmente se está construyendo una importante carretera, la carretera Topolobampo-Chihuahua.

### Autobuses
El municipio de Ahome no cuenta con una central camionera para toda la flota de autobuses, sino que cada línea tiene su propia terminal. Hay rutas de transporte local, regional, nacional e internacional. Las líneas de autobuses que tienen rutas nacionales, tienen salidas hacia el norte, centro y sur del país. Las líneas de autobuses que tienen rutas internacionales, tienen salidas hacia el sur de los Estados Unidos.

### Aeropuerto
El Aeropuerto Internacional de Los Mochis o Aeropuerto Internacional Federal del Valle del Fuerte (código IATA: LMM, código OACI: MMLM) es el aeropuerto encargado del tráfico aéreo nacional e internacional de la ciudad de Los Mochis y zona norte de Sinaloa. Es administrado por Grupo Aeroportuario del Pacífico. Está ubicado a 18 km (kilómetros) de Los Mochis, por la carretera Los Mochis-Topolobampo.

### Ferrocarril
El tren turístico que comunica a la ciudad de Chihuahua, con Los Mochis y Topolobampo, se llama Ferrocarril Chihuahua al Pacífico, Chihuahua-Pacífico o Chepe. Terminado de construir en 1961, atraviesa la Sierra Tarahumara y las Barrancas del Cobre. Es el único tren de pasajeros en todo México. En su trayecto cuenta con 37 puentes y 86 túneles, recorre 656 km (kilómetros) de trayectoria. Tiene dos servicios de tren, el de Primera Express y el de Clase Económica.

### Puerto
Topolobampo es un puerto de altura localizado en la bahía homónima, en el Golfo de California, a 20 km (kilómetros) de Los Mochis. Tiene una terminal de línea de ferries que conecta Los Mochis con La Paz vía marítima. Éste puerto es importante porque enlaza los mercados de Asia, Europa, África y otros países de América. Alcanzó la categoría de puerto de altura en el año de 1991. Es junto con Mazatlán, los dos únicos puertos de altura que tiene el estado de Sinaloa. Aquí inicia la vía férrea del Ferrocarril Chihuahua al Pacífico.